# 贝尔诺
贝尔诺（法語：Bernot，法語發音：[bɛʁno]）是法国上法蘭西大區埃纳省的一个市镇，属于韦尔万区。

## 地理
贝尔诺（49°52'8"N, 3°29'55"E）面积16.56 平方千米，位于法国上法蘭西大區埃纳省，该省份为法国北部内陆省份，北起北部省，西接索姆省和瓦兹省，东临阿登省和马恩省，西南至塞纳-马恩省，东北部与比利时接壤。
与贝尔诺接壤的市镇（或旧市镇、城区）包括：菲约莱讷、方丹圣母村、欧特维尔、蒙多里尼、蒙蒂尼-昂纳鲁艾斯、讷维莱特。

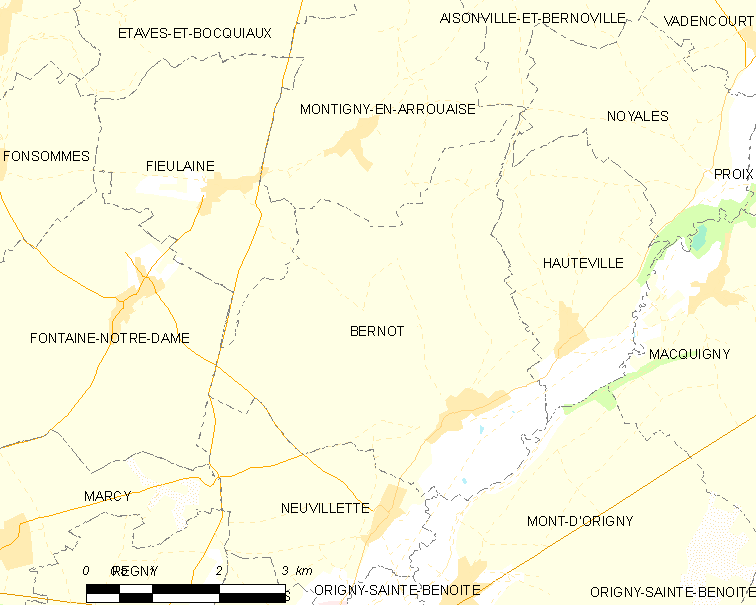
贝尔诺的OSM定位图

贝尔诺的时区为UTC+01:00、UTC+02:00（夏令时）。

## 行政
贝尔诺的邮政编码为02120，INSEE市镇编码为02070。

## 政治
贝尔诺所属的省级选区为吉斯县。

## 人口

1962-2008年间贝尔诺人口变化图示

贝尔诺于2022年1月1日时的人口数量为434人。